# Göran Ekstrand
Göran Ekstrand, född 6 januari 1952 i Stockholm, är svensk rocksångare. 
Ekstrand är uppvuxen i Blackeberg i Stockholm, gick realskola i Färgelanda, Dalsland och senare bosatt i Göteborg. Han var sångare på rockgruppen Motvinds två första album och medverkade i Nationalteaterns musikteaterpjäs Rockormen. Han har även medverkat på musikalbum av Yalsa Band (1980)  och Little Big Blues Band (1986). Han sjöng även i filmen Ett anständigt liv (1979). I Claes Erikssons långfilmsversion av Macken sjöng Ekstrand "Pappa vad gör du i Köpenhamn", som blev B-sida på After Shave och Galenskaparnas hitsingel "Det ska va gött å leva". 
Ekstrand har även varit med i Kjell Sundvalls TV-film Restauranten (1978), där han spelade grovdiskaren Janne. Motspelare var bland andra Arja Saijonmaa, Tommy Johnson och Lars Amble. Han medverkade också Carlos Lemos TV-film Änglaverket.

## Diskografi

### Motvind
- 1975 - Ett samlat grepp från Götet (samlingsskiva)
- 1976 - Känn dej blåst!
- 1977 - Fristil (samlingsskiva)
- 1977 - Jojojaja

### Nationalteatern
- 1978 - Rädda varven (singel)
- 1979 - Rockormen

### Yalsa Band
- 1981 - Life Vest Under Your Seat

### Little Big Blues Band
- 1986 - Jump Music

### Filmmusik
- 1979 - Ett anständigt liv

## Filmografi
- 1978 - Restauranten